# Râul Tărâțeni
Râul Tărâțeni sau Râul Zlatina este un curs de apă, afluent al Râului Pluton-Dolhești. 

## Hărți
- Harta Parcului Vânători-Neamț